# تاج شعاع الشمس
تاج شعاع الشمس هو أحد روائع المجوهرات الإيرانية (الفارسية) و سمي بهذه الاسم نسبه لشكله المميز ممثلاً أشعة الشمس.

## وصف التاج
في منتصف التاج فص 25 قيراط من حجر اللعل الوردي محاط بصف من الألماس، وكل فص من فصوص الألماس تمثل بداية ظهور شعاع الشمس. يوجد أربعة أزواج من فصوص الزمرد علي جانبين التاج ينتصفها فص زمد تاسع وهو الأكبر حجماً وحجمه وحده 20 قيراطاً. في أطراف التاج يوجد زخرفة زهور متطابقة ينتصف كل منهما فص كبير من الألماس وقاعدة التاج مكونة من صف من الألماس أيضاً.

## صناعته
علي الأرجح صُنعَ هذا التاج في النصف الثاني من القرن التاسع عشر في عهد ناصر الدين القاجاري والذي عرف عنه امتلاكه لمجموعة كبيرة من المجوهرات.

## الأميرةفاطمة بهلويوالتاج
ظهرت الاميرة فاطمة بهلوي الاخت غير الشقيقة لشاه إيران محمد رضا بهلوي مرتدية التاج في حفل تتويج الشاه لزوجته فرح ديبا بلقب الشاهبانو. فاطمة ذات الأصول قاجرية من جهة الام كانت هي الانسب لإرتداء هذا التاج الذي ينتمي لإرث اجدادها. وتعد فاطمة هي الوحيدة التي نعرفها قد أرتدت هذا التاج

## مكانه الحالي
بعد الثورة الإيرانية عام 1979 تم مصادرة التاج وأصبح ملك للدولة. يوجد التاج الآن في المتحف الوطني للمجوهرات في طهران.